# Dedan Kimathi
Dedan Kimathi Waciuri (né le 31 octobre 1920 dans le comté de Nyeri et mort le 18 février 1957 à Nairobi) était un des leaders qui mena la Révolte des Mau Mau contre le gouvernement colonial britannique dans les années 1950, jusque sa capture en 1956 et son exécution en 1957. Sa conjointe, la militante Mukami Kimathi, lui survit. Il est officiellement reconnu comme héros de la lutte pour l'indépendance du pays depuis 2002.